# Paxos
Paxos (la plural în greacă Παξοί sau tot în greacă Παξί, transcrise Paxoi sau Paxi, la acuzativ în greacă Παξούς), este o insulă ionică (a Greciei). Ea este situată la sud de insula Corfu. La 2,5 km la sud de Paxos se află o mică insulă, Antipaxos, care numără doar vreo patruzeci de locuitori permanenți.
Paxos are lungimea de 10 km și, în unele locuri, depășește lărgimea de 2 km. Cea mai mare înălțime a acestei insule de circa 25 km² este de 248 de metri.
Jumătate din cei 2.300 de locuitori ai insulei trăiesc la Gaios, localitatea principală situată în sud-vest. Gaios este un mic port de pescari bine protejat de două insulițe, Panaghia și Agios Nikolaos.
Potrivit mitologiei grecești, Poseidon a despărțit Paxos de Corfu cu tridentul său, pentru a crea un cuib de dragoste pentru el și soția sa Amphitrite.